# A megmentő (film, 2004)
A megmentő (eredeti cím: Out of Reach) 2004-ben megjelent amerikai akciófilm, melyet Trevor Miller forgatókönyvéből Po-Chih Leong rendezett. A főbb szerepekben Steven Seagal, Ida Nowakowska, Agnieszka Wagner és Matt Schulze látható.
Az Amerikai Egyesült Államokban 2004. július 20-án adták ki DVD-n.

## Cselekmény
William Lansing vietnámi veterán és egykori különleges ügynök. Alaszka északi részén él visszavonultan. Egy lengyel árvaházban élő 13 éves lánnyal, Irena Morawskával levelezőpartnerek, akivel az íráson keresztül bensőséges kapcsolatot alakít ki. Amikor a lány nem válaszol többi a leveleire, mert az intézet vezetőjének közreműködésével ismeretlen helyre viszik, Lansing úgy dönt, utánajár a dolognak és Lengyelországba utazik. Itt egy lengyel rendőrnő segítségével nyomozni kezd: hamarosan egy Faisal névre hallgató, könyörtelen lánykereskedőre és terroristára bukkan, aki kiterjedt alvilági hálózatával fiatal lányokat – köztük Irenát is – bocsát áruba világszerte.

## Szereplők
| Színész              | Szerep          | Magyar hang    |
| -------------------- | --------------- | -------------- |
| Steven Seagal        | William Lansing | Csernák János  |
| Ida Nowakowska       | Irena Morawska  | Talmács Márta  |
| Agnieszka Wagner     | Kasia Lato      | Major Melinda  |
| Matt Schulze         | Faisal          | Crespo Rodrigo |
| Krzysztof Pieczyński | Ibo             | Koroknay Géza  |
| Robbie Gee           | Lewis Morton    |                |

## Fogadtatás
A Seagalogy: A Study of the Ass-Kicking Films of Steven Seagal című könyv szerzője szerint „egyike Seagal legfurcsább és legostobább filmjeinek”. Az alapsztori abszurditásán túl rámutatott arra is, hogy Seagal eredeti hangját több alkalommal teljesen más hangon megszólaló szinkronszínészek szolgáltatják. A Beyond Hollywood weboldal kritikusa szintén kiemelte a többféle, váltakozó szinkronhangot és a színész többi filmjéhez képest túl kevés akciójelenetet, A megmentő-t ezért egy akaratlanul vicces és buta filmnek tartotta.

## Fordítás
- Ez a szócikk részben vagy egészben  az   Out of Reach (film) című angol Wikipédia-szócikk ezen változatának fordításán alapul.  Az eredeti cikk szerkesztőit annak laptörténete sorolja fel. Ez a jelzés csupán a megfogalmazás eredetét és a szerzői jogokat jelzi, nem szolgál a cikkben szereplő információk forrásmegjelöléseként.